# Département de Bocanda
Le département de Bocanda est un département de Côte d'Ivoire. 